# Parque El Boticario (Almería)
El parque El Boticario de Almería, es un parque y jardín botánico de España de unas 14 ha de extensión, que se encuentra en Los Llanos de la Cañada, en la ciudad de Almería (Andalucía).

## Localización
El parque conocido como El Boticario se encuentra en los Llanos de la Cañada, a 10 minutos del centro de la ciudad de Almería. Se accede a él por la carretera local que une las barriadas de Venta Gaspar y El Boticario con la autovía.
Parque El Boticario de Almería, La Cañada De San Urbano, Almería, 04120 España
La entrada es libre.

## Historia
Las obras de acondicionamiento fueron realizadas por la Consejería de Medio Ambiente, que anunció que el parque sería posteriormente cedido al Ayuntamiento de Almería, sin embargo, ni Junta de Andalucía ni Ayuntamiento de Almería se han puesto de acuerdo concretar dicha cesión.
El 27 de mayo de 2005 se abría al público.
Se extiende por cerca de 14 hectáreas y recrea la riqueza y biodiversidad de la provincia de Almería.
Actualmente pertenece a la Junta de Andalucía y está gestionado por "EGMASA".

## Colecciones
El Boticario se divide en cuatro partes.
- El Jardín Árabe, con una acequia de 40 x 4 metros en homenaje a los musulmanes que vivieron en Almería. Es una imitación del Jardín del Paraíso. Bordeándolo hay más de 6000 metros cuadrados de cipreses, árboles frutales, palmeras, plantas variadas y flores.[3]

- El Parque de las Rocas, aquí encontramos toda la variedad de piedras de la provincia. Fueron extraídas de canteras locales, con muestras de piedras calizas, arenosas, volcánicas o arcillosas entre otras.

- El Parque Forestal, es una zona de senderos con espacios para el juego de los niños. También podemos tomar aquí la senda apta para las bicicletas que recorre todo el parque.

- El parque botánico tiene una extensión de 3 hectáreas en las que podemos ver las especies de plantas más autóctonas. En el parque botánico, se han establecido diferentes colecciones de especies vegetales que constituyen los sectores temáticos:
  - Palmeral, con 100 ejemplares de 24 especies.
  - Cactáceas con 300 ejemplares de 30 especies.
  - Zona del bosque mediterráneo con alcornoques, encinas, madroños, majuelos, acebuches, ruscos, jaras, romero, lavanda, madreselva, entre otras.
  - Arenales costeros con dunas y arenales con especies propias de estos ambientes.
  - Zona de Endemismos, con colecciones de especies emblemáticas de Almería.[4]

En el parque hay una zona de 60 metros lineales, con 3 tramos de pérgolas, realizadas con muros de ladrillos. Dispone de un escenario multifuncional con asientos y 18 fuentes distribuidas por todo el parque. En total contiene 1300 árboles de porte medio de 34 especies diferentes y 2000 arbustos.